# Fjällgrusmossa
Fjällgrusmossa (Ditrichum zonatum) är en bladmossart som beskrevs av Kindberg 1882. Fjällgrusmossa ingår i släktet grusmossor, och familjen Ditrichaceae. Arten är reproducerande i Sverige. Inga underarter finns listade i Catalogue of Life.